# De casa en casa
De casa en casa és el periòdic local de l'Ajuntament de Picanya. Va començar a publicar-se l'any 1992. El seu objectiu, segons el propi ajuntament, és retre comptes de la gestió municipal davant la ciutadania i obrir una finestra des de la que les associacions i ciutadans poden donar a conéixer les seues activitats.
El periòdic es publica en paper reciclat i també compta amb una edició en format PDF disponible en la web de l'ajuntament. El periòdic està escrit parcialment en valencià i parcialment en castellà.
El De casa en casa és gratuït i es publica trimestralment. El director de la publicació des d'abril de 1999 és Robert Amoraga. Durant la seua existència el periòdic ha comptat amb redactors com Francesc Martínez, Tomàs Laguarda, Gerard Serrano, Carmen Amoraga, Miriam Cordero, Maxi Roldán o Tere Juan.
En abril de 2011, la Junta Electoral de València va dictar en contra de l'Ajuntament de Picanya per incomplir la normativa electoral en el periòdic local arran d'una denúncia presentada per Compromís. En abril de 2023, la Junta Electoral de València va ordenar retirar el De casa en casa per considerar que incomplia els criteris d'objectivitat i de transparència durant el període preelectoral.
La publicació De casa en casa va ser precedida per Picanya, butlletí municipal que es va editar entre els anys 1979 i 1987.
En el De casa en casa s'inclouen entrevistes a personatges picanyers de rellevància, notícies sobre les obres en el municipi, l'agermanament amb la ciutat occitana de Panasòu, esdeveniments esportius o culturals. Durant una època, la publicació també va contindre una vinyeta còmica sobre un gat dibuixada i signada per Robert Amoraga, així com espais de participació dels distints partits polítics i associacions de Picanya.